# Ksibenolol
Ksibenolol je beta blokator.